# Agustina Posse
Agustina Posse (Florida, Buenos Aires, 24 de septiembre de 1974-Buenos Aires, 16 de septiembre de 2021) fue una actriz argentina de cine y televisión.

## Carrera
Creció en una familia de artistas. Hija de la cantante Mónica Posse y del músico Luis Posse. Comenzó a estudiar teatro siendo muy joven. Su trayectoria televisiva incluye programas como Montaña Rusa, otra vuelta, Gasoleros, Durmiendo con mi jefe, Primicias, Ilusiones, De corazón, Calientes, Pensionados, Juanita la soltera, Un cortado, historias de café, Mujeres asesinas, Niní, Dromo, Vindica, Milady. Además, formó parte del elenco de la serie web Dirigime - La venganza.
En cine, participó de los films Papá se volvió loco, Madres de Mayo, El abismo, todavía estamos, Conurbano, El día que no nací (El niño).
En los últimos años, dictó clínicas de actuación en la Municipalidad de Merlo y participó de varias actividades del Polo Audiovisual de dicha localidad.

## Filmografía
| Año  | Título                       | Personaje               | Director     |
| ---- | ---------------------------- | ----------------------- | ------------ |
| 1999 | Comisario Ferro              | Testigo                 | Juan Rad     |
| 2005 | Papá se volvió loco          | Empleada Compañía Aérea | Rodolfo Ledo |
| 2011 | El abismo... todavía estamos | Natalia                 | Pablo Yotich |
| 2023 | Los bastardos                | Esposa de Manuel        | Pablo Yotich |

## Televisión
| Año  | Título                        | Personaje                 |
| ---- | ----------------------------- | ------------------------- |
| 1995 | Montaña rusa                  | Lidia                     |
| 1996 | Montaña rusa, otra vuelta     | Micaela                   |
| 1997 | De corazón                    | Karina                    |
| 1997 | Milady, la historia continúa  |                           |
| 1998 | Alas, poder y pasión          | Azafata                   |
| 1998 | Gasoleros                     | Jessica Rosenthal         |
| 2000 | Calientes                     | Lala                      |
| 2000 | Primicias                     | Tatiana                   |
| 2001 | Ilusiones                     | Nadia                     |
| 2001 | Un cortado, historias de café |                           |
| 2003 | Durmiendo con mi jefe         | Carolina Tempone          |
| 2004 | Los pensionados               |                           |
| 2006 | Juanita, la soltera           | Celina Ivanoff            |
| 2007 | Mujeres asesinas 3            | "Ep7: Perla, anfitriona"  |
| 2008 | Dirigime: la venganza         |                           |
| 2009 | Niní                          | Eva                       |
| 2009 | Dromo                         |                           |
| 2011 | Víndica                       | "Ep11: Cuadro de familia" |
| 2013 | Solamente vos                 |                           |

## Muerte
El 16 de septiembre de 2021 falleció a la edad de 46 años a causa de un aneurisma cerebral. Tan sólo ocho días antes de su 47° cumpleaños.
El medio de comunicación Infobae publicó un reportaje fotográfico sobre su fallecimiento.